# Coenosia barbipes
Coenosia barbipes är en tvåvingeart som först beskrevs av Camillo Rondani 1866.  Coenosia barbipes ingår i släktet Coenosia och familjen husflugor. Inga underarter finns listade i Catalogue of Life.